# Martin Nadaud (metropolitana di Parigi)
Martin Nadaud è una stazione chiusa della Metropolitana di Parigi.

## Storia
La stazione, aperta nel 1905, durante dei lavori di restauro fu assorbita dalla stazione Gambetta il 23 agosto 1969